# Bàn Cẩm
Bàn Cẩm (giản thể: 盘锦市; phồn thể: 盤錦市; bính âm: Pánjǐn Shì, Hán-Việt: Bàn Cẩm thị) là một địa cấp thị của tỉnh Liêu Ninh, Trung Quốc. Bàn Cẩm có diện tích 4065 km², dân số năm 2020 là 1.389.691 người, trong đó 1.166.481 người sống trong vùng nội thành.

## Phân chia hành chính
Bàn Cẩm có 4 đơn vị hành chính cấp huyện gồm 3 quận và 1 huyện:
- Quận: Song Đài Tử (双台子区), Hưng Long Đài (兴隆台区), Đại Oa (大洼区)
- Huyện: Bàn Sơn (盘山县)